# Kojdanów (gmina)
Kojdanów (w 1919 alt. Białorycz) – dawna gmina wiejska funkcjonująca pod zwierzchnictwem polskim w latach 1919–1920 na obszarze tzw. administracyjnego okręgu mińskiego. Siedzibą władz gminy był Kojdanów (obecnie Dzierżyńsk), stanowiący od 14 sierpnia 1919 odrębną gminę miejską.
Początkowo gmina należała do powiatu mińskiego w guberni mińskiej. 15 września 1919 roku gmina wraz z powiatem mińskim weszła w skład administrowanego przez Zarząd Cywilny Ziem Wschodnich okręgu mińskiego. W 1919 roku była to najludniejsza gmina wiejska powiatu mińskiego.
Po wytyczeniu granicy wschodniej gmina znalazła się poza terytorium II Rzeczypospolitej.